# Nucara recurva
Nucara recurva là một loài bướm đêm trong họ Geometridae.